# Yngling i spegel
Yngling i spegel är en roman av Erik Asklund utgiven 1955.
Den är den fjärde delen i den självbiografiska sviten om Söderpojken Manne. Huvudpersonen Manne är i de sena tonåren och vistas i Stockholms Klarakvarter. I romanen skildras hans upplevelser av arbetslivet, kärleken och böckernas värld vilket leder till att han till slut själv börjar skriva.

## Källa
- Erik Asklund Yngling i spegel, Albert Bonniers förlag 1955